# Jiří Cvetler
Jiří Cvetler (4. února 1902 Praha – 16. září 1991 Brno) byl československý právní historik, papyrolog a slavista. Působil na Právnické fakultě Univerzity Karlovy, Právnické fakultě Masarykovy univerzity a ve Slovanském ústavu ČSAV.

## Život
Absolvoval vinohradské gymnázium, poté studoval na Právnické fakultě Univerzity Karlovy, kde v roce 1924 získal doktorát práv. V právní praxi pak působil jako advokát, současně si ale dále rozšiřoval své vědomosti v oboru římského práva, byzantských studií a zejména papyrologie, která se mu stala vědeckým koníčkem. V letech 1931 a 1932 např. studoval u profesora Wengera na filozofické fakultě v Mnichově a u profesora Riccoboneho na právnické fakultě v Římě. V roce 1935 se prací Daneion a zápůjčka v právu ptolemajského Egypta habilitoval na pražské právnické fakultě v oboru římského práva, přičemž již předtím vyučoval i na Státní škole archivní v Praze. Účastnil se mezinárodních papyrologických kongresů a podnikl mnoho studijních cest po Evropě. Byl členem společností Institut du Droit romain v Paříži a Association internationale de papyroloques v Bruselu. Svou pedagogickou činnost musel v období protektorátu utlumit, působil tehdy jako syndik a člen ředitelství společnosti Vacuum Oil Company.
V roce 1946 přešel do Brna, kde na právnické fakultě nastoupil za nacisty zavražděného profesora Vážného. Stal se zde vedoucím ústavu římského práva, opět se zúčastnil několika studijních pobytů a hojně publikoval. Slibná kariéra vysokoškolského pedagoga však byla přerušena zrušením fakulty v roce 1950, přešel pak do Slovanského ústavu ČSAV, kde se věnoval především bulharským dějinám, středověké Byzanci a balkanistice obecně. Publikoval např. práci Český a slovenský podíl na budování bulharského státu nebo se podílel na vydání učebnice Světové dějiny státu a práva ve starověku. Po roce 1963 odešel do důchodu, ale jen na čas, protože po obnovení brněnské právnické fakulty v roce 1969 se na ni vrátil, tentokrát již jako řádný profesor obecných dějin státu a práva a vedoucí katedry dějin státu a práva, pro potřeby výuky zde vydal skripta římského práva. Roku 1971 odešel podruhé do důchodu, ovšem ani pak nepřestal s pedagogickými aktivitami, ještě několik let zůstal externím pracovníkem katedry dějin státu a práva a účastnil se i činnosti kabinetu balkanistiky a hungaristiky na Filozofické fakultě Masarykovy univerzity. Spolu s Jaromírem Kinclem vydal dva díly učebnice Obecné dějiny státu a práva, věnované starověku a ranému novověku, a v osmdesátých letech se podílel souhrnu bibliografie hungaristky a balkanistiky.